# Achyranthes conferta
Achyranthes conferta är en amarantväxtart som beskrevs av Schinz. Achyranthes conferta ingår i släktet Achyranthes och familjen amarantväxter. Inga underarter finns listade i Catalogue of Life.